# Liste der Monuments historiques in Raon-aux-Bois
Die Liste der Monuments historiques in Raon-aux-Bois führt die Monuments historiques in der französischen Gemeinde Raon-aux-Bois auf.

## Liste der Objekte
| Bezeichnung | Beschreibung                                                                                   | Standort                    | Kennzeichnung | Schutzstatus | Datum | Bild |
| ----------- | ---------------------------------------------------------------------------------------------- | --------------------------- | ------------- | ------------ | ----- | ---- |
| Hauptaltar  | Retabel und Tabernakel; Holz, vergoldet, 18. Jahrhundert; zwei Engelsskulpturen 1971 gestohlen | in der Kirche St-Amé (Lage) | PM88000723    | Classé       | 1964  |      |